# 44-я отдельная артиллерийская бригада (Украина)
44-я отдельная артиллерийская бригада имени гетмана Даниила Апостола (укр. 44-та окрема артилерійська бригада імені гетьмана Данила Апостола, сокр. 44 ОАБр, в/ч А3215, пп В1428) — артиллерийская бригада оперативного командования «Запад» Вооружённых сил Украины, сформированная осенью-зимой 2014 года.

## Формирование

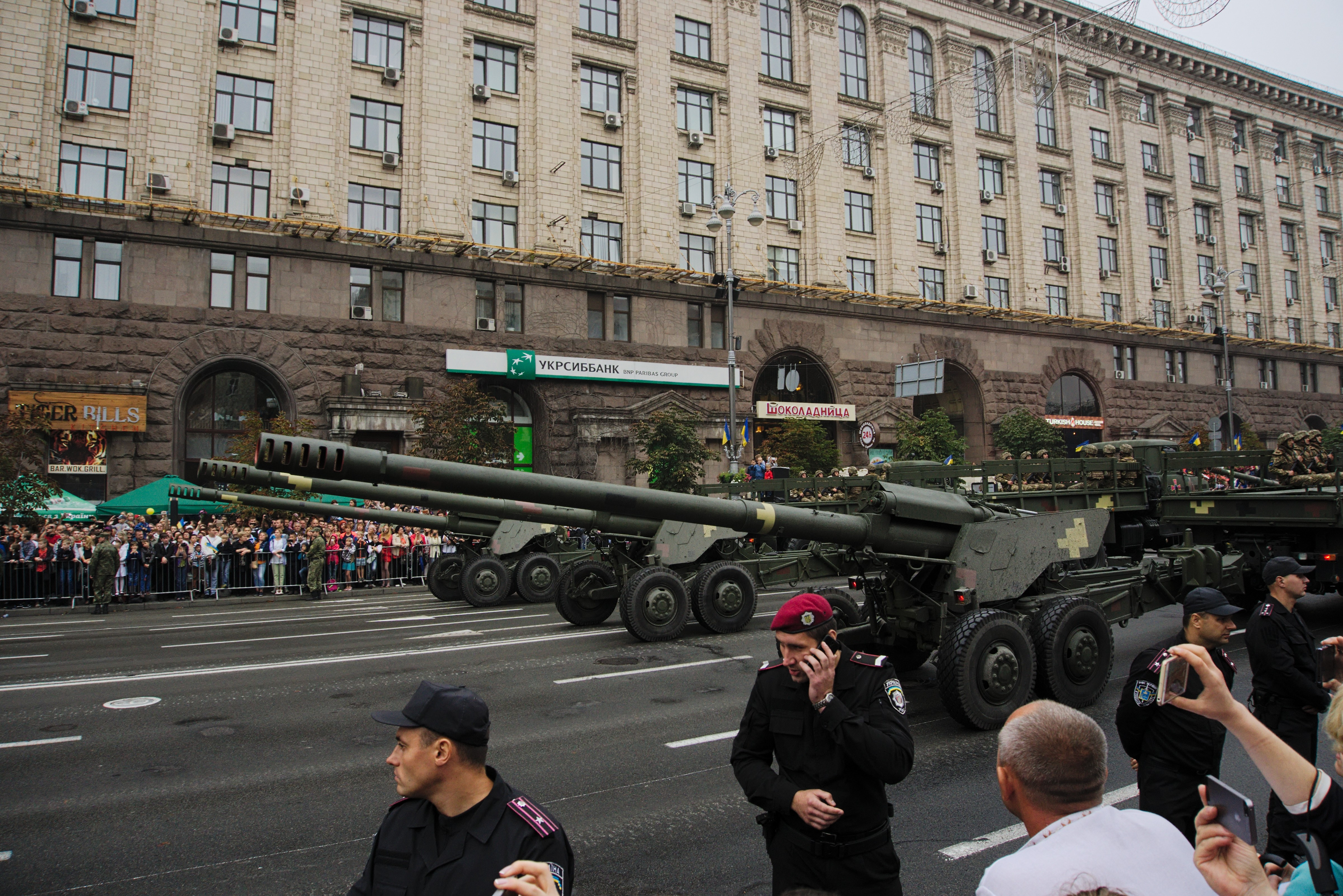
Колонна буксируемых пушек 2А36 «Гиацинт-Б» 44-й артиллерийской бригады проходит по Крещатику на параде в честь Дня независимости Украины, Киев, 24 августа 2016 г.

Создание 44-й отдельной артиллерийской бригады началось в сентябре 2014 года во Львовской области, на базе приёмного пункта Международного центра миротворчества и безопасности Академии сухопутных войск имени гетмана Петра Сагайдачного.
Боевая подготовка военнослужащих бригады проходила на Яворовском военном полигоне.
10 декабря 2014 было объявлено о завершении формирования бригады.
К 12 декабря 2014 года численность бригады составляла свыше 1000 военнослужащих в составе трёх дивизионов (из которых около 300 завершили обучение и были направлены в зону боевых действий на востоке Украины, а ещё свыше 700 — продолжали обучение).
К 29 декабря 2014 года бригада была обеспечена техникой на 70 % (однако не хватало тягачей для буксировки орудий, а часть автомашин, полученных по мобилизации от предприятий различной формы собственности из гражданского сектора экономики, требовали ремонта).
В конце января 2015 года местом постоянной дислокации бригады стал военный городок ранее расформированной 11-й отдельной гвардейской артиллерийской бригады в Тернополе, перемещение техники и имущества бригады в Тернополь продолжалось до 13 февраля 2015 года.
12 февраля 2015 года и. о. командира бригады сообщил в интервью, что бригада укомплектована личным составом на 90 % (среди военнослужащих есть контрактники, однако 90 % личного состава составляют мобилизованные) и в составе бригады имеется три гаубичных дивизиона и одна батарея четвёртого дивизиона.
Обеспечение потребностей бригады осуществляется с привлечением средств городского бюджета Тернополя, внебюджетных средств и пожертвований
- так, в марте 2015 года городские власти Тернополя оказали помощь в обустройстве военной части (обеспечении помещений мебелью, сантехникой и др.)[8]
- в начале апреля 2015 года волонтёры организации «Логістичний центр допомоги бійцям АТО» выделили 34 тыс. гривен на ремонт душевых в военном городке[9]

## Война на востоке Украины

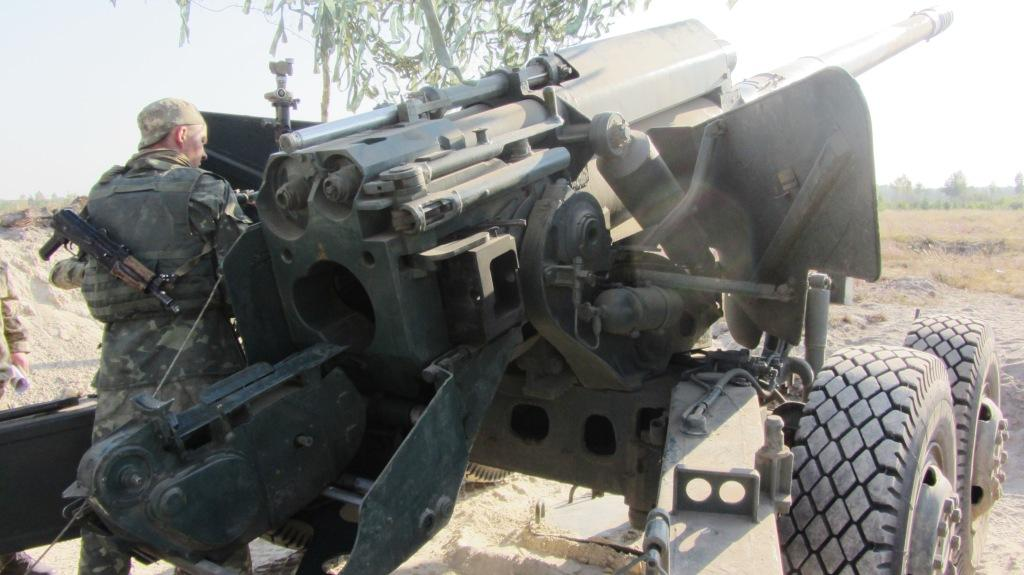
Гиацинт-Б 44-й оабр на ровенском полигоне 10 августа 2016 года.

15 октября 2014 года первый гаубичный дивизион бригады завершил боевую подготовку и был направлен в зону боевых действий на востоке Украины.
16 января 2015 года в районе Дебальцево во время ракетно-артиллерийского обстрела погибли два военнослужащих бригады (командир орудия, ст. сержант Н. Н. Штанский и А. Л. Босый)
В этот же день, 16 января 2015 года в районе Артёмовска погиб ещё один военнослужащий бригады, С. В. Слобоженко
28-29 января 2015 года личный состав 3-й противотанковой батареи противотанкового дивизиона бригады вела оборонительные бои в районе города Углегорск. После того, как 28 января 2015 года все противотанковые орудия батареи были уничтожены, артиллеристы совместно с подразделениями батальона ПСМОН "Свитязь" продолжили оборонять позиции у здания школы-интерната города Углегорск, а затем вышли из окружения в направлении населённых пунктов Красный Пахарь, Савельевка
В конце января - начале февраля 2015 года части бригады вели огонь по Донецкому аэропорту. Во время одного из обстрелов за линией фронта была зафиксирована детонация боеприпасов.
25 марта 2015 года в Тернополе скончался ещё один военнослужащий бригады
30 марта 2015 года части бригады были выведены из зоны боевых действий на место постоянной дислокации. Как сообщил офицер по работе с личным составом Андрий Бойко, в ходе объявленной весной 2015 года демобилизации будут демобилизованы 19 военнослужащих бригады.
По состоянию на 1 марта 2020 г. 44-я отдельная артиллерийская бригада в ходе АТО потеряла погибшими 26 человек.

## Организационно-штатная структура
- командование бригады
- 1-й гаубичный дивизион (152-мм гаубицы 2А65 «Мста-Б»)[1]
- 2-й отдельный артиллерийский дивизион (152-мм пушки 2А36 «Гиацинт-Б»)[1]
- 3-й отдельный артиллерийский дивизион (152-мм пушки 2А36 «Гиацинт-Б»)[1]
- 150-й отдельный противотанковый дивизион (100-мм противотанковые орудия МТ-12)[14]

## Техника, вооружение и снаряжение
Военнослужащие бригады вооружены стрелковым оружием (автоматами АКС-74). Артиллерийские орудия и часть автомобильного транспорта бригада получила со складов длительного хранения министерства обороны Украины.
В распоряжении бригады имеется по меньшей мере одна единица бронетехники (БРДМ-2 № 423) и автотранспорт: грузовики ГАЗ-66, ЗИЛ-131, несколько КрАЗ-255 и несколько полученных в ходе мобилизации грузовиков КамАЗ-4310.
20 февраля 2015 года благотворительный фонд «Воины Добра» и киевская волонтёрская группа «Мега-Полиграф» передали в 1-й артиллерийский дивизион бригады одну санитарную машину УАЗ-452.